# Michael Gier
Michael Gier, född den 19 juli 1967 i Goldach i Schweiz, är en schweizisk roddare.
Han tog OS-guld i lättvikts-dubbelsculler i samband med de olympiska roddtävlingarna 1996 i Atlanta.